# Höllental Straße
Die Höllental Straße (B 27) führt auf einer Länge von 38,7 km von Rohr im Gebirge im Bezirk Wiener Neustadt-Land entlang der Schwarza durch das Höllental nach Gloggnitz im Bezirk Neunkirchen.

## Verlauf
Die Straße verbindet die B 21 Gutensteiner Straße mit der B 17 Wiener Neustädter Straße und der S 6 Semmering Schnellstraße. Sie beginnt etwas südlich von Rohr, dort wo die B 21 von der Passhöhe Kalte Kuchl kommt. Sie führt durch die Orte  Schwarzau im Gebirge, Kaiserbrunn, Payerbach und Reichenau an der Rax. Etwas südlich von Gloggnitz, teils schon in Enzenreither Gemeindegebiet bei Hart, liegt die neue Anschlussstelle an die B 17 und S 6.

## Geschichte
Die heutige B 27 ist eine alte Verbindungsroute vom Mostviertel über die Kalte Kuchl in das südliche Industrieviertel. Sie war aber durch das Höllental noch zu Ende des 18. Jahrhunderts nur ein Fußpfad, nicht einmal zu Pferd passierbar. Erst der Holzunternehmer Georg Hubmer, der „Rax-König“, baute den Steig zu einem Karrenweg aus. Die Straße wurde erst 1832 trassiert.
Am 17. April 1840 bewilligte die k.k. Hofkanzlei die Erhebung einer Maut für den Ausbau der Straße durch das Höllental. Die Mautstation in Hirschwang verlangte seit dem 11. Juli 1840 von jedem Zugtier 10 Kreuzer und von jedem übrigen Nutztier 5 Kreuzer Mautgebühr.
Die Höllental Straße gehört zu den Straßen in Niederösterreich, die durch das Bundesgesetz vom 2. Juni 1954 zu Bundesstraßen erklärt wurden. Im Bundeshaushalt 1954 wurden 15.000.000 Schilling für den Ausbau dieser Straßen bereitgestellt.
Seit 1. April 2002 ist sie wieder eine niederösterreichische Landesstraße, behielt aber wie alle hochrangigen Straßen die B-Nummer (Landesstraße B).